# Charlotte Schultz
Charlotte Elise Schultz (* 21. September 1899 in Klein-Prägschen, Kreis Mohrungen, Ostpreußen als Charlotte Engelhardt; † 11. Februar 1946 in Berlin) war eine deutsche Schauspielerin und Bühnenautorin.

## Leben
Schultz wurde 1917 von Victor Barnowsky an das Lessingtheater in Berlin engagiert. Später ist 1925 ein Auftritt am Münchner Schauspielhaus in George Bernard Shaws Zurück zu Methusalem  mit Therese Giehse und Emil Hess zu verzeichnen. In den 1930er Jahren kann zudem eine Tätigkeit an der Volksbühne Berlin festgestellt werden. Während der Zeit an der Volksbühne verfasste sie darüber hinaus das Bühnenstück Bitte zwei Mal läuten!.
Bereits ab dem Jahr 1918 kam Charlotte Schultz mit dem Filmgeschäft in Berührung und war in der Folge in einigen Stummfilmen als Darstellerin zu sehen. Darunter befand sich 1920 die Produktion Steuermann Holk von Ludwig Wolff mit Paul Wegener, Asta Nielsen und Theodor Loos. In den 1930er Jahren wirkte sie in einer Vielzahl von Tonfilmen mit. Hier sind beispielhaft Verwehte Spuren von Veit Harlan mit Kristina Söderbaum, Frits van Dongen und Friedrich Kayßler von 1938, aber auch der nationalsozialistische Propagandafilm Jud Süß und 1943 die Verfilmung des Romans Der kleine Grenzverkehr von Erich Kästner zu nennen. In dem Film spielten unter der Regie von Hans Deppe neben Charlotte Schultz Willy Fritsch und Hertha Feiler. Sie stand 1944 in der Gottbegnadeten-Liste des Reichsministeriums für Volksaufklärung und Propaganda.

## Filmografie
- 1918: Die Liebe des van Royk
- 1919: Marodeure der Revolution
- 1919: Die Nackten – Ein sozialpolitischer Film
- 1920: Steuermann Holk
- 1921: Der ewige Fluch
- 1922: Fridericus Rex (1. und 2. Teil)
- 1922: Die Schuhe einer schönen Frau (Vera-Filmwerke)
- 1923: Der Absturz
- 1934: Ein Mann will nach Deutschland
- 1936: Susanne im Bade
- 1938: Anna Favetti
- 1938: Verwehte Spuren
- 1939: Robert Koch, der Bekämpfer des Todes
- 1939: Eine Frau wie Du
- 1939: Die Reise nach Tilsit
- 1940: Jud Süß
- 1941: Das Mädchen von Fanö
- 1941: Das andere Ich
- 1942: Zwischen Himmel und Erde
- 1942: Hochzeit auf Bärenhof
- 1942: Die Entlassung
- 1943: Der kleine Grenzverkehr
- 1943: Zirkus Renz
- 1943/47: Jan und die Schwindlerin
- 1944: Der Meisterdetektiv
- 1944: Opfergang